# Зеленой, Александр Ильич
Алекса́ндр Ильи́ч Зелено́й (1809—1892, Санкт-Петербург) — адмирал (1880) и член Адмиралтейств-совета.

## Биография
В 1822 году поступил в Морской кадетский корпус. 31 мая 1823 года произведен в гардемарины. 
25 сентября 1826 года по окончании Морского Корпуса произведен в мичманы. В кампанию 1827 год на корабле «Гангут» перешел от Кронштадта в Портсмут и на корабле «Св. Андрей» вернулся обратно. В 1828-1829 годах на кораблях «Князь Владимир» и «Кацбах» крейсировал в Балтийском море. В кампанию 1830 года на корабле «Нарва» крейсировал в Финском заливе. В 1831-1832 годах на кораблях «Великий князь Михаил» и «Кульм» крейсировал в Балтийском море. 31 декабря 1831 года произведен в лейтенанты. Офицер Морского корпуса, был приглашен занять должность адъюнкта Морского кадетского корпуса и в течение 35-ти лет не расставался с этим учебным заведением, где трудился сперва в качестве преподавателя математики, а затем в качестве помощника инспектора и инспектора классов.

…Он сразу расположил к себе — этот невысокого роста, плотный, с большими баками человек лет пятидесяти, немного заикающийся, с скрипучим голосом и мягким, ласковым взглядом маленьких и умных темных глаз, блестевших из-под густых взъерошенных бровей, придававших его лицу обманчивый вид суровости. Меня… необыкновенно приятно тогда поразила ласковая простота инспектора, без всякой примеси казармы и внешнего авторитета грозной власти. Александр Ильич был добр и гуманен и не видел в отроках, хотя бы и испорченных, неисправимых преступников… Он понимал детскую натуру и умел прощать, не боясь этим поколебать свой авторитет, и на совести этого доброго человека не было ни одного загубленного существа…"— К. М. Станюкович
16 апреля 1841 года произведен в капитан-лейтенанты. В 1843-1846 годах на фрегатах «Постоянство», «Верность» и «Надежда» крейсировал с кадетами между С.-Петербургом и Кронштадтом. В кампанию 1847 года на корабле «Владимир» перешел от Кронштадта до Копенгагена и на фрегате «Цесаревич» крейсировал у Доггер-банки. В 1848-1853 годах на фрегатах «Верность» и «Надежда» крейсировал с кадетами Морского корпуса между С.-Петербургом и Кронштадтом. В 1848 году награжден орденом Св. Станислава II степени. 23 июня 1848 года награжден орденом Св. Анны II степени. 
Действительный член Русского географического общества с 19 сентября (1 октября) 1845 года.
6 декабря 1849 года произведен в капитаны 2-го ранга. 6 декабря 1851 года утвержден в должности инспектора классов Морского корпуса. 15 декабря 1852 года произведен в капитаны 1-го ранга. 26 ноября 1854 года «за выслугу 25 лет в офицерских чинах» награжден орденом св. Георгия 4-й степени (№ 9346 по списку Григоровича — Степанова). В 1855 году награжден орденом Св. Анны II степени. В 1858 году награжден орденом Св. Владимира III степени. 
15 февраля 1861 года назначен начальником Штурманского училища. 23 апреля 1861 года произведен в генерал-майоры корпуса штурманов флота. 8 октября 1862 года назначен членом совета Академического курса морских наук. 19 апр. 1864 года награжден орденом Св. Станислава I степени. 28 октября 1866 года награжден орденом Св. Анны I степени с пожалованием 8 апреля 1873 года императорской короны к нему. 1 января 1868 года произведен в генерал-лейтенанты. 15 августа 1869 года назначен членом комитета морских учебных заведений. 23 сентября 1872 года назначен начальником Технического училища Морского ведомства. 28 января 1877 года назначен членом Конференции Николаевской морской академии с награждением орденом Святого Владимира II степени. 1 января 1879 года назначен членом Адмиралтейств-совета. 15 янв. 1879 года перечислен в вице-адмиралы. 1 января 1880 года произведен в адмиралы. 1 января 1883 года награжден орденом Белого Орла. 15 февраля 1886 года избран почётным членом Морского учёного комитета. 5 апреля 1887 года награжден орденом Св. Александра Невского с пожалованием 1 января 1891 года алмазных знаков к нему.
Скончался А. И. Зеленой 31 января 1892 года в Санкт-Петербурге.
Всю свою жизнь посвятил учебно-педагогической деятельности в морских учебных заведениях. В «Военно-энциклопедическом словаре» Зеленой поместил биографии И. Ф. Крузенштерна, С. Г. Малыгина, С. И. Мордвинова и А. С. Шишкова, а также ряд статей по русской морской истории.

## Семья
Братья: Иван (1811—1877) и Никандр (1829—1888) были генерал-майорами флота, Семен — адмирал, и Нил — капитан 2-го ранга.
В браке с Софьей Ивановной Воейковой (1820—1899) родились сыновья:
- Илья (1841—1906) — гофмейстер, служил на флоте, совершил кругосветное плавание, с 1865 флаг-капитан великого князя Константина Николаевича, позже заведовал двором великого князя Константина Константиновича.
- Сергей (1842—1905) — с 1902 председатель Севастопольского морского суда.
- Николай (1844—1904) — вице-адмирал, был председателем Комитета добровольного флота.
- Павел (1847—1912) — капитан 1 ранга, в 1898—1905 одесский городской голова, редактор-издатель «Одесского вестника».
- Константин (1850—1902) — статский советник, камер-юнкер, был правителем дел канцелярии правления Петербургской АН, заведующим академической типографией.